# Ryby konsumpcyjne

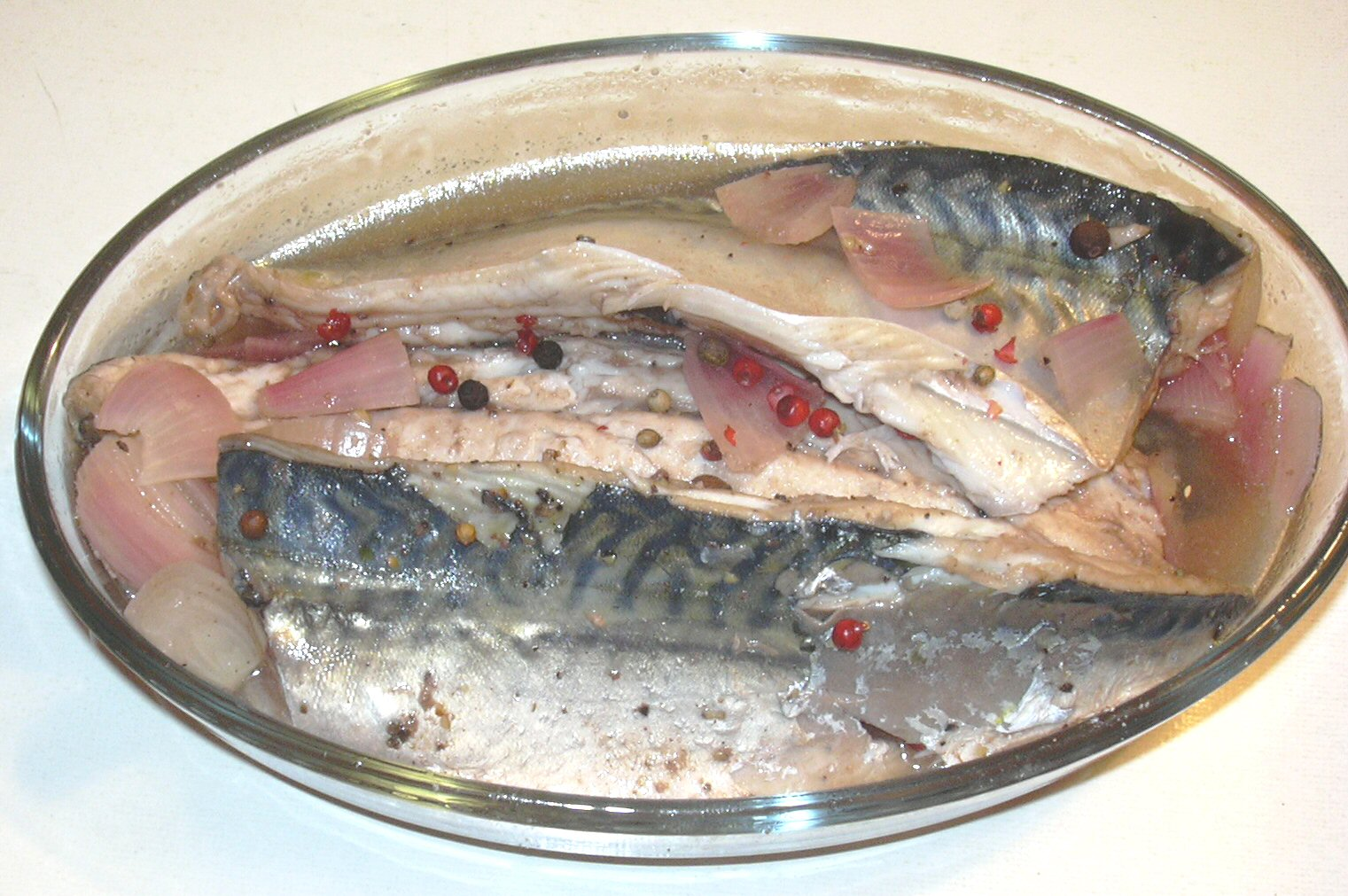
Makrela w occie

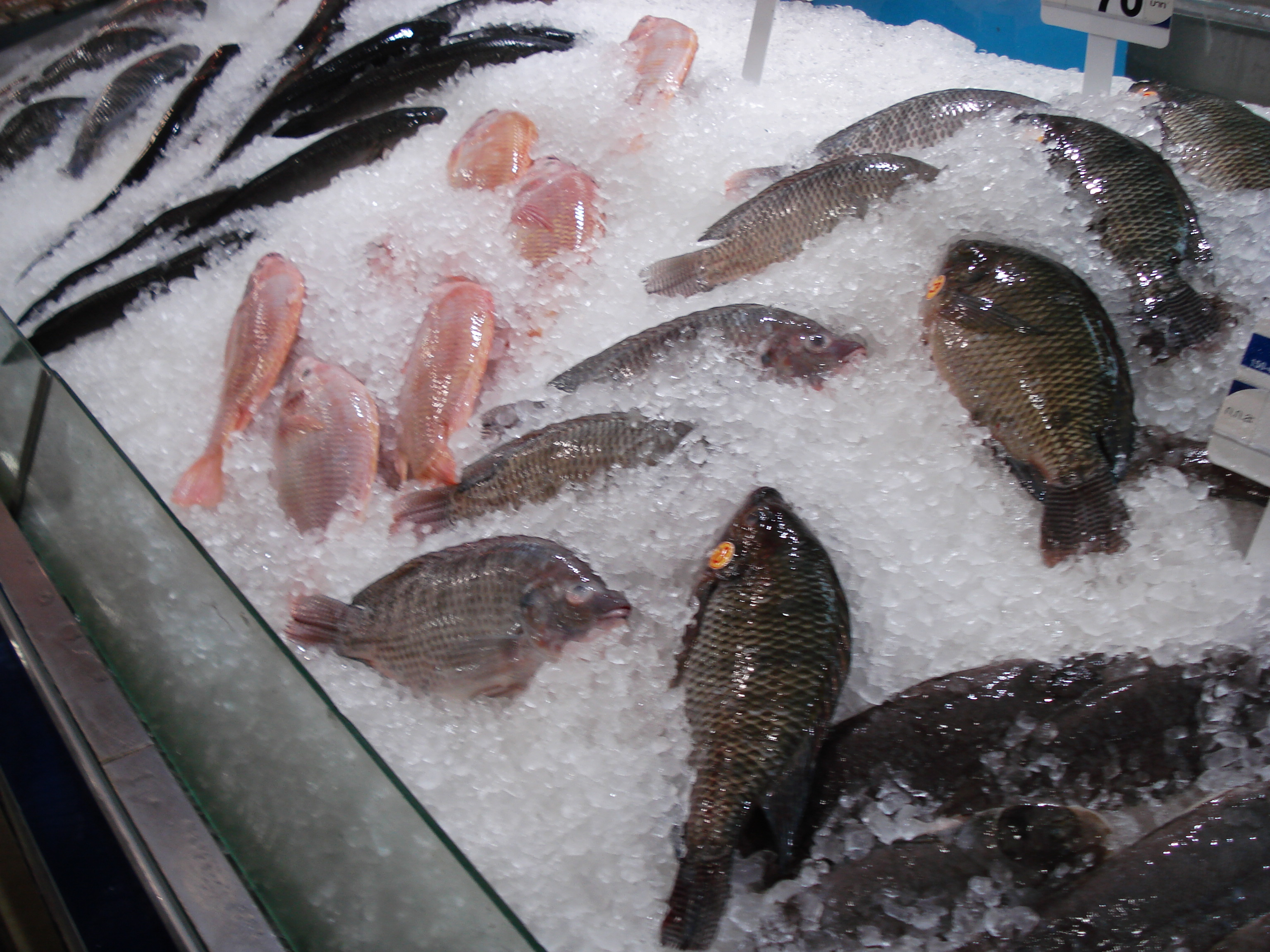
Ryby schłodzone w lodzie

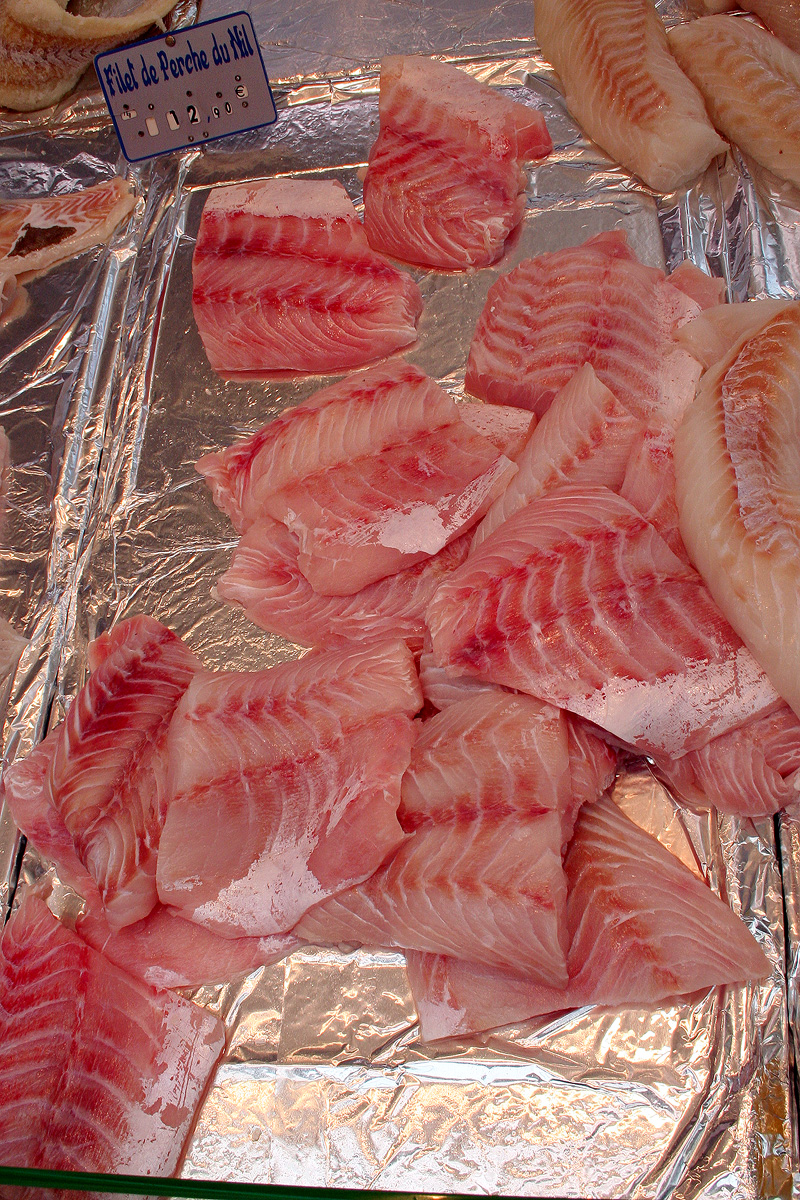
Filety z okonia nilowego

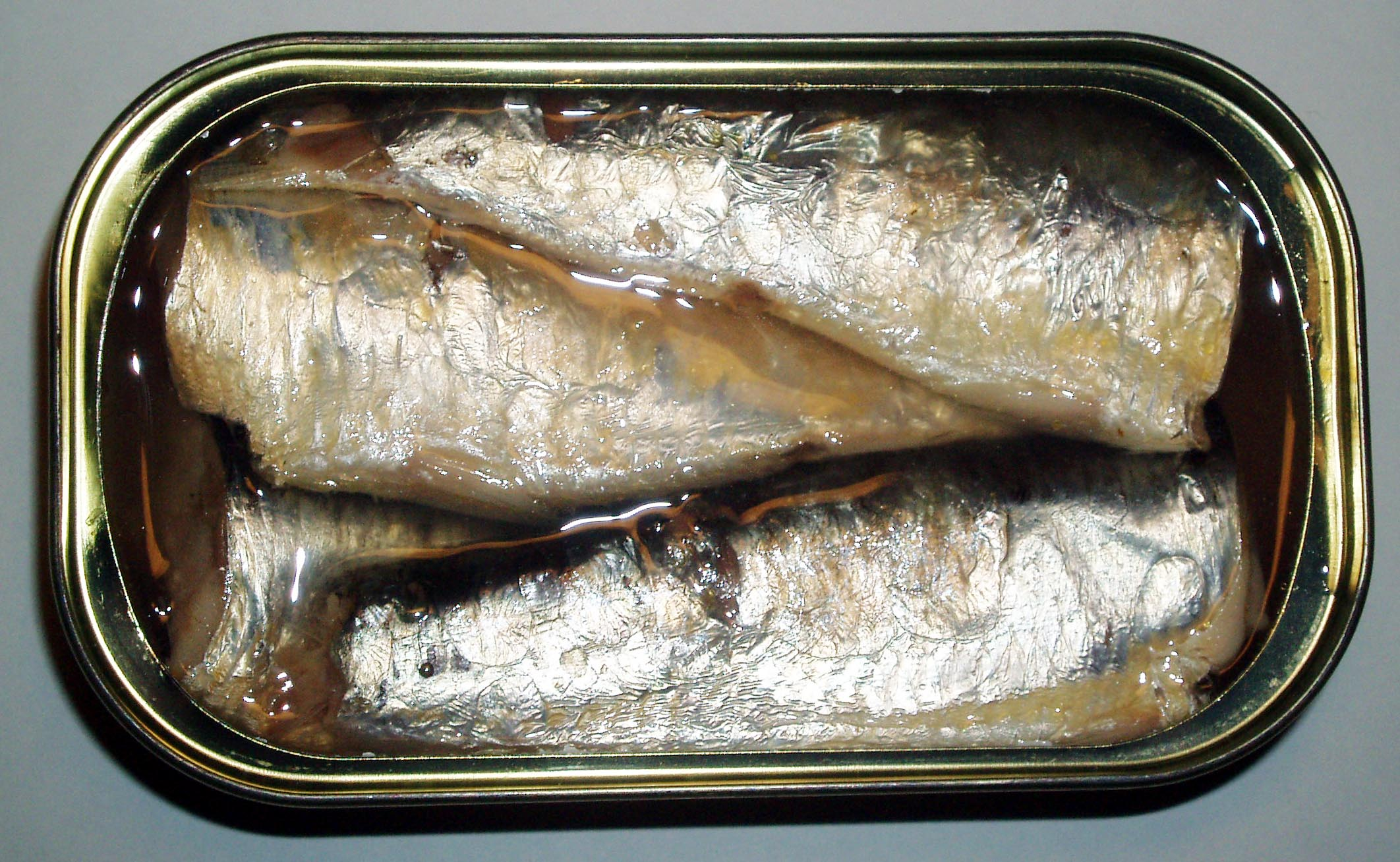
Sardynki w puszce

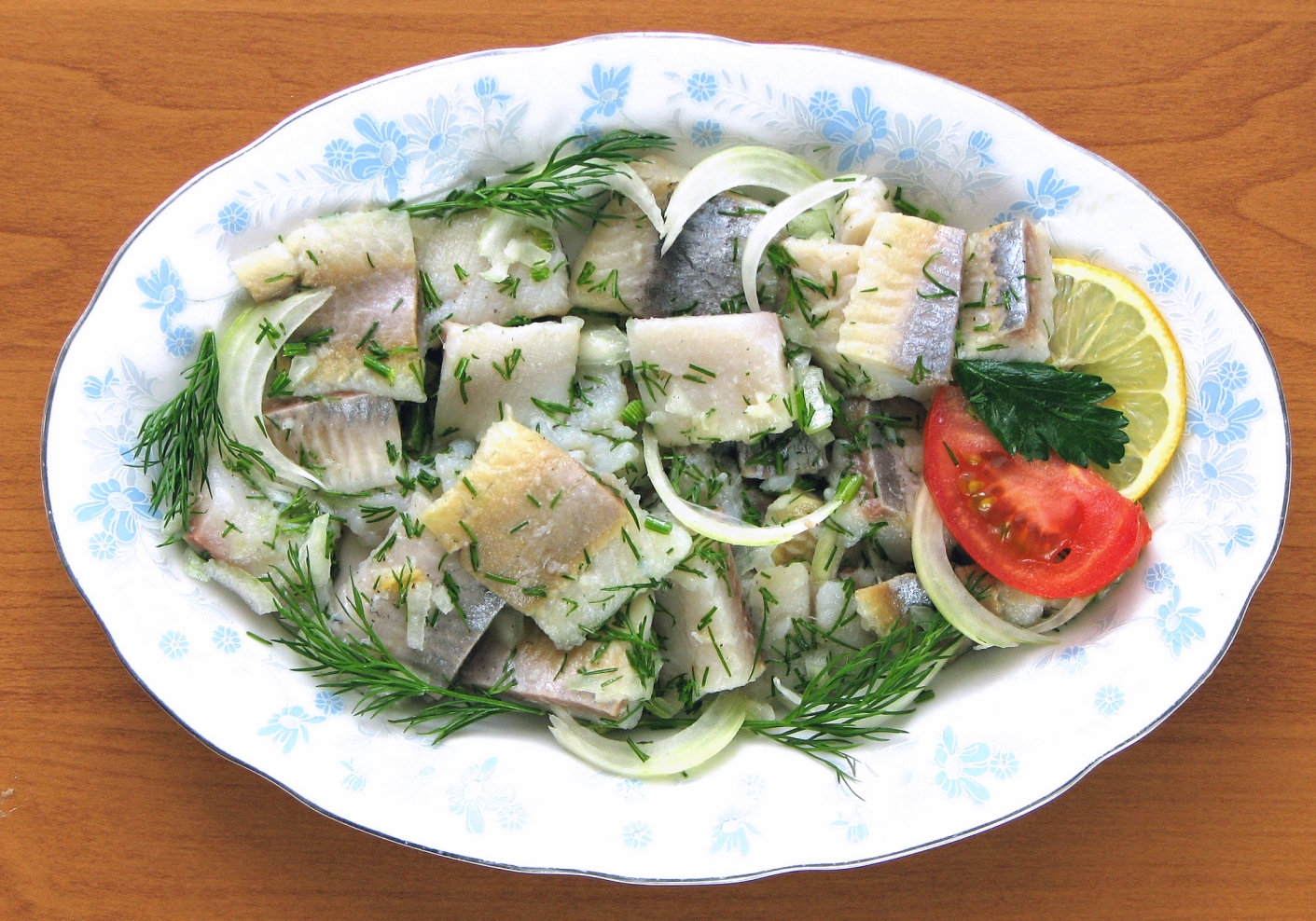
Ryba z koperkiem

Ryby konsumpcyjne, ryby jadalne – gatunki ryb poławiane przez człowieka w celu natychmiastowego spożycia lub do dalszego przetworzenia poprzedzającego spożycie przez ludzi. Są stosunkowo łatwym do pozyskania źródłem mięsa, wykorzystywanym przez około 60% populacji, zwłaszcza w krajach nadmorskich. Odrębnym produktem pozyskiwanym z ryb jest kawior. Pozyskiwanie ryb konsumpcyjnych i owoców morza (frutti di mare) jest głównym zadaniem rybołówstwa i rybactwa śródlądowego.
Połów ryb jest również celem wędkarstwa. Przetwarzaniem ryb i dystrybucją produktów rybnych zajmuje się przemysł rybny.

## Ryby i przetwory rybne
Mięso ryb szybko ulega procesom gnilnym (psuciu), dlatego w celu wydłużenia okresu przydatności do spożycia konieczne jest jego chłodzenie, mrożenie lub przetworzenie.
Ryby przeznaczone do spożycia są oferowane do sprzedaży w handlu detalicznym w postaci ryb żywych, świeżych, mrożonych lub w postaci przetworzonej – wędzonych, solonych, marynowanych, suszonych oraz w postaci prezerw i konserw rybnych. W zależności od pochodzenia wyróżniane są ryby morskie (w Polsce rozróżniane są na bałtyckie oraz dalekomorskie) i słodkowodne. W obydwu kategoriach występują ryby poławiane w warunkach naturalnych oraz ryby hodowlane. Pod względem zawartości tłuszczu ryby dzielone są na tłuste, średnio tłuste i chude.
Ryby żywe są przechowywane w specjalnie do tego przystosowanych basenach.
Ryby świeże są to ryby śnięte i ryby zabite, nadające się do spożycia, które nie zostały poddane utrwalaniu lub zostały utrwalone przez ochłodzenie. Są oferowane w całości lub w postaci filetów.
Ryby mrożone to te, których temperatura w głębi ciała nie jest wyższa niż –8 °C, zamrażane metodą szybką, tzn. obniżenie temperatury ciała ryb do –9 °C następuje w czasie nie dłuższym niż 2 godziny.
Ryby solone zostały utrwalone działaniem soli kuchennej, wędzone poddano procesowi wędzenia, a marynowane utrwalono za pomocą octu.
Prezerwy rybne to prezerwy sporządzone z ryb całych, obrobionych lub częściowo przetworzonych, nie poddane sterylizacji – mają krótki okres przydatności do spożycia. Konserwy rybne to produkty w hermetycznych opakowaniach, poddane sterylizacji cieplnej lub innym procesom, powodującym zniszczenie mikroorganizmów w takim stopniu, aby uniemożliwić ich rozwój, niezależnie od temperatury, w jakiej te konserwy mają być przechowywane; nadają się do bezpośredniego spożycia.
Produktami ubocznymi przetwórstwa ryb konsumpcyjnych są mączki rybne, oleje lecznicze i techniczne.

## Wartości odżywcze ryb
Skład chemiczny rybiego mięsa jest zależny od gatunku i wieku ryby, miejsca jej występowania, spożytego pokarmu oraz czynników związanych z połowem, przechowywaniem i przygotowaniem do spożycia.
Wartość odżywcza mięsa z ryb jest zależna od zawartości białka, tłuszczu oraz występujących w nim kwasów tłuszczowych i witamin, a ponadto od zawartości aminokwasów i składników mineralnych. Jest porównywalna do wartości odżywczej mięsa zwierząt rzeźnych. Mięśnie ryb zawierają pełnowartościowe, lekkostrawne i łatwo przyswajalne (96–97%) białka, witaminy A, E oraz witaminy z grupy B, sód, potas, wapń, magnez, fosfor oraz tłuszcze, w tym niezbędne nienasycone kwasy tłuszczowe (EPA, DHA) o dużym znaczeniu w organizmie człowieka, a u ryb morskich również jod.

## Uregulowania prawne w Unii Europejskiej
Ryby oraz produkty rybne mogą być oferowane do sprzedaży detalicznej na terenie Unii Europejskiej pod warunkiem, że ich oznakowanie lub etykieta wskazują:
- handlowe oznaczenie gatunku,
- metodę produkcji (złowione w morzu, wodach śródlądowych bądź wyhodowane),
- obszar połowu.

Wymagania te nie dotyczą niewielkich ilości produktów zbywanych bezpośrednio konsumentom przez rybaków bądź producentów akwakultury.
Na opakowaniach produktów rybołówstwa powinien być również umieszczony znak weterynaryjny.
Szczegółowy zakres informacji, które powinny znajdować się na etykiecie produktów w opakowaniach jednostkowych, zbiorczych i bez opakowań dostarczanych konsumentowi finalnemu na terenie Polski określa Rozporządzenie Ministra Rolnictwa i Rozwoju Wsi z dnia 23 grudnia 2014 r. w sprawie znakowania poszczególnych rodzajów środków spożywczych.